# Francolin à gorge blanche
Peliperdix albogularis
Espèce
Statut de conservation UICN

 LC  : Préoccupation mineure
Le Francolin à gorge blanche (Peliperdix albogularis) est une espèce d'oiseaux de la famille des Phasianidae.

## Distribution
Cet oiseau vit dans l'est du Sénégal, au nord-est de la Guinée, au sud-ouest du Mali, au nord de la Côte d'Ivoire et du Ghana, au Burkina Faso, au Bénin, au Nigeria et dans l'extrême nord du Cameroun. Une population isolée est présente dans le sud-est du Zaïre (monts Marungu et parc national de l'Upemba) et une autre dans l’est de l’Angola (est de Moxico) débordant légèrement dans l’ouest de la Zambie (Balovale).

## Sous-espèces
D'après la classification de référence (version 5.2, 2015) du Congrès ornithologique international, cette espèce est constituée des sous-espèces suivantes (ordre phylogénique) :
- P. a. albogularis (Hartlaub, 1854) : du Sénégal et de la Gambie à la Côte d'Ivoire ;
- P. a. buckleyi (Ogilvie-Grant, 1892)  (P. a. gambagae Praed, 1920 incluse) : nord-est de la Guinée, sud-ouest du Mali, nord de la Côte d’Ivoire et du Ghana, Burkina Faso, Bénin, Nigeria et extrême nord du Cameroun.
- P. a. dewittei (Chapin, 1937) (P. a. meinertzhageni McGowan, 1994 incluse) : sud-est du Zaïre, est de l’Angola et nord-ouest de la Zambie.

## Habitat
Le francolin à gorge blanche affectionne la savane ouverte et vallonnée ainsi que les flancs des collines parsemés de broussailles, privilégiant des milieux dégradés par l’homme comme les zones récemment brûlées, les cultures abandonnées et les sentiers dans la prairie herbeuse (Urban et al. 1986, Madge & McGowan 2002).

## Alimentation
Son régime alimentaire est similaire à celui des autres francolins avec toute une gamme d’invertébrés, criquets, termites et autres insectes, ainsi que des graines et des parties de  plantes herbacées (Hennache & Ottaviani 2011).

## Mœurs
Ce francolin évolue généralement par couples ou par petits groupes dans les prairies ouvertes. Timide et prudent, il est très difficile à repérer mais, s’il est levé, il vole de façon puissante avec des battements d’ailes tremblants et en étendant le cou. Il répugne cependant à s’envoler, préférant généralement s’enfuir en se faufilant dans les herbes. Il se nourrit à découvert sur le sol nu, dans d’anciennes cultures ou sur les bords des chemins et passe la nuit sur le sol, d’où il émet également ses vocalises (Madge & McGowan 2002).

## Voix
Le cri d’avertissement est un ter-ink-inkity-ink aigu et strident, débité sur un rythme plus rapide que celui du francolin coqui. Un autre appel consiste en un ter-ink, ter-ink bi-syllabique rappelant aussi les notes du francolin coqui en plus rapide (Urban et al. 1986). Il existe d’autres notes plus distinctives, davantage sifflées et plus perçantes comme che-cheer-che, che-cheer-che et kili-kili-kili  (Madge & McGowan 2002).

## Nidification
Le francolin à gorge blanche est probablement monogame. Le nid est une simple dépression grattée sur le sol, recouverte d’herbes et de feuilles. La ponte a lieu en septembre-octobre en Sénégambie, en juin au Nigeria et entre octobre et décembre au Zaïre, généralement à la fin de la saison sèche et au début de la saison des pluies, bien que des observations aient été rapportées vers la fin de la saison humide dans l’est du Sénégal (Madge & McGowan 2002).

## Statut
L’espèce est qualifiée de locale et peu commune à travers son aire de distribution, mais nettement plus abondante dans le centre du Sénégal et du Nigeria. Elle est très rare en périphérie de son aire et ses deux populations isolées sont considérées comme « à risque » (Madge & McGowan 2002).